# Gran Premi Ciclista de Montreal 2022
El Gran Premi Ciclista de Montreal 2022 fou l'onzena edició del Gran Premi Ciclista de Montreal. La cursa es disputà l'11 de setembre de 2022 i formava part de l'UCI World Tour 2022.
El vencedor fou l'eslovè Tadej Pogačar (UAE Team Emirates), que s'imposà a l'esprint als seus companys d'escapada. Wout van Aert (Team Jumbo-Visma), i Andrea Bagioli (Quick-Step Alpha Vinyl) completaren el podi.

## Participants
En aquesta edició hi van prendre part 21 equips: els 18 equips World Tour, dos UCI ProTeams i una selecció nacional.
| WorldTeams (18)- AG2R Citroën Team - Astana Qazaqstan Team - Bahrain Victorious - Bora-Hansgrohe - Cofidis - EF Education-EasyPost - Groupama-FDJ - Ineos Grenadiers - Intermarché-Wanty-Gobert Matériaux - Israel-Premier Tech - Jumbo-Visma - Lotto-Soudal - Movistar Team - Quick-Step Alpha Vinyl - BikeExchange-Jayco - Team DSM - Trek-Segafredo - UAE Team Emirates ProTeams (2)- Arkéa-Samsic - TotalEnergies Equip nacional- Canadà |
| |

## Classificació final
| \| Classificació general \| Classificació general \| Classificació general \| Classificació general \| Classificació general \| \| Corredor \| Corredor \| Equip \| Temps \| \| \| --------------------- \| ----------------------------- \| ---------------------------------- \| --------------------- \| --------------------- \| \| 1r \| Tadej Pogačar \| UAE Team Emirates \| 5h 59' 38" \| \| \| 2n \| Wout van Aert \| Jumbo-Visma \| + 0" \| \| \| 3r \| Andrea Bagioli \| Quick-Step Alpha Vinyl \| + 0" \| \| \| 4t \| Adam Yates \| Ineos Grenadiers \| + 0" \| \| \| 5è \| David Gaudu \| Groupama-FDJ \| + 0" \| \| \| 6è \| Mauro Schmid \| Quick-Step Alpha Vinyl \| + 22" \| \| \| 7è \| Giovanni Aleotti \| Bora-Hansgrohe \| + 22" \| \| \| 8è \| Romain Bardet \| Team DSM \| + 22" \| \| \| 9è \| Peio Bilbao López de Armentia \| Bahrain Victorious \| + 28" \| \| \| 10è \| Warren Barguil \| Arkéa-Samsic \| + 31" \| \| \| 11è \| Mikkel Frølich Honoré \| Quick-Step Alpha Vinyl \| + 31" \| \| \| 12è \| Toms Skujiņš \| Trek-Segafredo \| + 35" \| \| \| 13è \| Michael Matthews \| BikeExchange-Jayco \| + 35" \| \| \| 14è \| Georg Zimmermann \| Intermarché-Wanty-Gobert Matériaux \| + 35" \| \| \| 15è \| Sep Vanmarcke \| Israel-Premier Tech \| + 35" \| \| \| 16è \| Greg Van Avermaet \| AG2R Citroën Team \| + 35" \| \| \| 17è \| Diego Ulissi \| UAE Team Emirates \| + 35" \| \| \| 18è \| Attila Valter \| Groupama-FDJ \| + 35" \| \| \| 19è \| Pierre Latour \| TotalEnergies \| + 35" \| \| \| 20è \| Benoît Cosnefroy \| AG2R Citroën Team \| + 35" \| \| |                               |                                    |            |
| |                               |                                    |            |
| Font: ProCyclingStats |                               |                                    |            |
| Classificació general |                               |                                    |            |
| Corredor | Corredor                      | Equip                              | Temps      |
| 1r | Tadej Pogačar                 | UAE Team Emirates                  | 5h 59' 38" |
| 2n | Wout van Aert                 | Jumbo-Visma                        | + 0"       |
| 3r | Andrea Bagioli                | Quick-Step Alpha Vinyl             | + 0"       |
| 4t | Adam Yates                    | Ineos Grenadiers                   | + 0"       |
| 5è | David Gaudu                   | Groupama-FDJ                       | + 0"       |
| 6è | Mauro Schmid                  | Quick-Step Alpha Vinyl             | + 22"      |
| 7è | Giovanni Aleotti              | Bora-Hansgrohe                     | + 22"      |
| 8è | Romain Bardet                 | Team DSM                           | + 22"      |
| 9è | Peio Bilbao López de Armentia | Bahrain Victorious                 | + 28"      |
| 10è | Warren Barguil                | Arkéa-Samsic                       | + 31"      |
| 11è | Mikkel Frølich Honoré         | Quick-Step Alpha Vinyl             | + 31"      |
| 12è | Toms Skujiņš                  | Trek-Segafredo                     | + 35"      |
| 13è | Michael Matthews              | BikeExchange-Jayco                 | + 35"      |
| 14è | Georg Zimmermann              | Intermarché-Wanty-Gobert Matériaux | + 35"      |
| 15è | Sep Vanmarcke                 | Israel-Premier Tech                | + 35"      |
| 16è | Greg Van Avermaet             | AG2R Citroën Team                  | + 35"      |
| 17è | Diego Ulissi                  | UAE Team Emirates                  | + 35"      |
| 18è | Attila Valter                 | Groupama-FDJ                       | + 35"      |
| 19è | Pierre Latour                 | TotalEnergies                      | + 35"      |
| 20è | Benoît Cosnefroy              | AG2R Citroën Team                  | + 35"      |

## Llista de participants
| AG2R Citroën Team ACT | AG2R Citroën Team ACT        | AG2R Citroën Team ACT |
| --------------------- | ---------------------------- | --------------------- |
| Núm                   | Ciclista                     | Pos                   |
| 1                     | Greg Van Avermaet (BEL)      | 16è                   |
| 2                     | Mikaël Cherel (FRA)          | DNF                   |
| 3                     | Benoît Cosnefroy (FRA)       | 20è                   |
| 4                     | Stan Dewulf (BEL)            | 46è                   |
| 5                     | Aurélien Paret-Peintre (FRA) | 71è                   |
| 6                     | Michael Schär (SUI)          | DNF                   |
| 7                     | Clément Venturini (FRA)      | DNF                   |

| Jumbo-Visma TJV | Jumbo-Visma TJV               | Jumbo-Visma TJV |
| --------------- | ----------------------------- | --------------- |
| Núm             | Ciclista                      | Pos             |
| 11              | Wout van Aert (BEL)           | 2n              |
| 12              | Pascal Eenkhoorn (NED) (ruta) | 65è             |
| 13              | Tobias Foss (NOR)             | 40è             |
| 14              | Christophe Laporte (FRA)      | 75è             |
| 15              | Timo Roosen (NED)             | DNF             |
| 16              | Tosh Van der Sande (BEL)      | 56è             |
| 17              | Nathan Van Hooydonck (BEL)    | 66è             |

| Ineos Grenadiers IGD | Ineos Grenadiers IGD         | Ineos Grenadiers IGD |
| -------------------- | ---------------------------- | -------------------- |
| Núm                  | Ciclista                     | Pos                  |
| 21                   | Geraint Thomas (GBR)         | DNF                  |
| 22                   | Edward Dunbar (IRL)          | 69è                  |
| 23                   | Daniel Martínez Poveda (COL) | 25è                  |
| 24                   | Kim Heiduk (GER)             | DNF                  |
| 25                   | Luke Rowe (GBR)              | DNF                  |
| 26                   | Ben Swift (GBR)              | 64è                  |
| 27                   | Adam Yates (GBR)             | 4t                   |

| UAE Team Emirates UAD | UAE Team Emirates UAD            | UAE Team Emirates UAD |
| --------------------- | -------------------------------- | --------------------- |
| Núm                   | Ciclista                         | Pos                   |
| 31                    | Tadej Pogačar (SLO)              | 1r                    |
| 32                    | George Bennett (NZL)             | DNF                   |
| 33                    | Rui Alberto Faria da Costa (POR) | DNF                   |
| 34                    | Alessandro Covi (ITA)            | DNF                   |
| 35                    | Davide Formolo (ITA)             | DNF                   |
| 36                    | Ryan Gibbons (RSA)               | DNF                   |
| 37                    | Diego Ulissi (ITA)               | 17è                   |

| Bora-Hansgrohe BOH | Bora-Hansgrohe BOH     | Bora-Hansgrohe BOH |
| ------------------ | ---------------------- | ------------------ |
| Núm                | Ciclista               | Pos                |
| 41                 | Patrick Konrad (AUT)   | 34è                |
| 42                 | Giovanni Aleotti (ITA) | 7è                 |
| 43                 | Cesare Benedetti (POL) | 73è                |
| 44                 | Patrick Gamper (AUT)   | DNF                |
| 45                 | Ide Schelling (NED)    | DNF                |
| 46                 | Frederik Wandahl (DEN) | 30è                |
| 47                 | Ben Zwiehoff (GER)     | 41è                |

| Intermarché-Wanty-Gobert Matériaux IWG | Intermarché-Wanty-Gobert Matériaux IWG | Intermarché-Wanty-Gobert Matériaux IWG |
| -------------------------------------- | -------------------------------------- | -------------------------------------- |
| Núm                                    | Ciclista                               | Pos                                    |
| 51                                     | Biniam Girmay (ERI)                    | DNF                                    |
| 52                                     | Sven Erik Bystrøm (NOR)                | 21è                                    |
| 53                                     | Théo Delacroix (FRA)                   | DNF                                    |
| 54                                     | Andrea Pasqualon (ITA)                 | DNF                                    |
| 55                                     | Baptiste Planckaert (BEL)              | DNF                                    |
| 56                                     | Loïc Vliegen (BEL)                     | DNF                                    |
| 57                                     | Georg Zimmermann (GER)                 | 14è                                    |

| Bahrain Victorious TBV | Bahrain Victorious TBV              | Bahrain Victorious TBV |
| ---------------------- | ----------------------------------- | ---------------------- |
| Núm                    | Ciclista                            | Pos                    |
| 61                     | Matej Mohorič (SLO)                 | DNF                    |
| 62                     | Peio Bilbao López de Armentia (ESP) | 9è                     |
| 63                     | Damiano Caruso (ITA)                | 45è                    |
| 64                     | Hermann Pernsteiner (AUT)           | 27è                    |
| 65                     | Jonathan Milan (ITA)                | DNF                    |
| 66                     | Jan Tratnik (SLO)                   | 36è                    |
| 67                     | Matevž Govekar (SLO)                | DNF                    |

| Quick-Step Alpha Vinyl QST | Quick-Step Alpha Vinyl QST  | Quick-Step Alpha Vinyl QST |
| -------------------------- | --------------------------- | -------------------------- |
| Núm                        | Ciclista                    | Pos                        |
| 71                         | Andrea Bagioli (ITA)        | 3r                         |
| 72                         | Josef Černý (CZE)           | DNF                        |
| 73                         | Mikkel Frølich Honoré (DEN) | 11è                        |
| 74                         | James Knox (GBR)            | DNF                        |
| 75                         | Mauro Schmid (SUI)          | 6è                         |
| 76                         | Stan Van Tricht (BEL)       | 52è                        |
| 77                         | Mauri Vansevenant (BEL)     | 42è                        |

| Groupama-FDJ GFC | Groupama-FDJ GFC       | Groupama-FDJ GFC |
| ---------------- | ---------------------- | ---------------- |
| Núm              | Ciclista               | Pos              |
| 81               | Antoine Duchesne (CAN) | 70è              |
| 82               | David Gaudu (FRA)      | 5è               |
| 84               | Lewis Askey (GBR)      | 68è              |
| 85               | Anthony Roux (FRA)     | 59è              |
| 86               | Michael Storer (AUS)   | 31è              |
| 87               | Attila Valter (HUN)    | 18è              |

| Cofidis COF | Cofidis COF                 | Cofidis COF |
| ----------- | --------------------------- | ----------- |
| Núm         | Ciclista                    | Pos         |
| 91          | Guillaume Martin (FRA)      | 23è         |
| 92          | Ion Izagirre Insausti (ESP) | 63è         |
| 93          | Alexandre Delettre (FRA)    | DNF         |
| 94          | Eddy Finé (FRA)             | DNF         |
| 95          | Wesley Kreder (NED)         | DNF         |
| 96          | André Carvalho (POR)        | DNF         |
| 97          | Hugo Toumire (FRA)          | 76è         |

| Lotto-Soudal LTS | Lotto-Soudal LTS            | Lotto-Soudal LTS |
| ---------------- | --------------------------- | ---------------- |
| Núm              | Ciclista                    | Pos              |
| 101              | Sébastien Grignard (BEL)    | 74è              |
| 102              | Carlos Barbero Cuesta (ESP) | 50è              |
| 103              | Matthew Holmes (GBR)        | DNF              |
| 104              | Viktor Verschaeve (BEL)     | 72è              |
| 105              | Sylvain Moniquet (BEL)      | 26è              |
| 106              | Harm Vanhoucke (BEL)        | 58è              |
| 107              | Florian Vermeersch (BEL)    | DNF              |

| BikeExchange-Jayco BEX | BikeExchange-Jayco BEX | BikeExchange-Jayco BEX |
| ---------------------- | ---------------------- | ---------------------- |
| Núm                    | Ciclista               | Pos                    |
| 111                    | Michael Matthews (AUS) | 13è                    |
| 112                    | Alexandre Balmer (SUI) | 39è                    |
| 113                    | Kevin Colleoni (ITA)   | 44è                    |
| 114                    | Damien Howson (AUS)    | DNF                    |
| 115                    | Tanel Kangert (EST)    | DNF                    |
| 116                    | Jan Maas (NED)         | DNF                    |
| 117                    | Nick Schultz (AUS)     | DNF                    |

| Trek-Segafredo TFS | Trek-Segafredo TFS   | Trek-Segafredo TFS |
| ------------------ | -------------------- | ------------------ |
| Núm                | Ciclista             | Pos                |
| 121                | Jasper Stuyven (BEL) | 62è                |
| 122                | Tony Gallopin (FRA)  | DNF                |
| 123                | Alexander Kamp (DEN) | 57è                |
| 124                | Jacopo Mosca (ITA)   | DNF                |
| 125                | Quinn Simmons (USA)  | DNF                |
| 126                | Toms Skujiņš (LAT)   | 12è                |
| 127                | Otto Vergaerde (BEL) | DNF                |

| Movistar Team MOV | Movistar Team MOV             | Movistar Team MOV |
| ----------------- | ----------------------------- | ----------------- |
| Núm               | Ciclista                      | Pos               |
| 131               | Alexander Aranburu Deba (ESP) | 22è               |
| 132               | Jorge Arcas (ESP)             | 51è               |
| 133               | Iván García Cortina (ESP)     | DNF               |
| 134               | Juri Hollmann (GER)           | DNF               |
| 135               | Gorka Izagirre Insausti (ESP) | 38è               |
| 136               | William Barta (USA)           | 55è               |
| 137               | Oier Lazkano López (ESP)      | 33è               |

| Israel-Premier Tech IPT | Israel-Premier Tech IPT | Israel-Premier Tech IPT |
| ----------------------- | ----------------------- | ----------------------- |
| Núm                     | Ciclista                | Pos                     |
| 141                     | Hugo Houle (CAN)        | DNF                     |
| 142                     | Guillaume Boivin (CAN)  | 37è                     |
| 143                     | Simon Clarke (AUS)      | 35è                     |
| 144                     | Jakob Fuglsang (DEN)    | 28è                     |
| 145                     | Krists Neilands (LAT)   | DNF                     |
| 146                     | Giacomo Nizzolo (ITA)   | DNF                     |
| 147                     | Sep Vanmarcke (BEL)     | 15è                     |

| Team DSM DSM | Team DSM DSM               | Team DSM DSM |
| ------------ | -------------------------- | ------------ |
| Núm          | Ciclista                   | Pos          |
| 151          | Romain Bardet (FRA)        | 8è           |
| 152          | Søren Kragh Andersen (DEN) | DNF          |
| 153          | Romain Combaud (FRA)       | 54è          |
| 154          | Nils Eekhoff (NED)         | DNF          |
| 155          | Andreas Leknessund (NOR)   | 53è          |
| 156          | Martijn Tusveld (NED)      | DNF          |
| 157          | Pavel Bittner (CZE)        | DNF          |

| EF Education-EasyPost EFE | EF Education-EasyPost EFE | EF Education-EasyPost EFE |
| ------------------------- | ------------------------- | ------------------------- |
| Núm                       | Ciclista                  | Pos                       |
| 161                       | Magnus Cort Nielsen (DEN) | 61è                       |
| 162                       | Alberto Bettiol (ITA)     | 47è                       |
| 163                       | Simon Carr (GBR)          | 60è                       |
| 164                       | Ruben Guerreiro (POR)     | 24è                       |
| 165                       | Andrea Piccolo (ITA)      | DNF                       |
| 166                       | Neilson Powless (USA)     | DNF                       |
| 167                       | Jens Keukeleire (BEL)     | DNF                       |

| Astana Qazaqstan Team AST | Astana Qazaqstan Team AST | Astana Qazaqstan Team AST |
| ------------------------- | ------------------------- | ------------------------- |
| Núm                       | Ciclista                  | Pos                       |
| 171                       | Joe Dombrowski (USA)      | DNF                       |
| 172                       | Manuele Boaro (ITA)       | DNF                       |
| 173                       | Fabio Felline (ITA)       | DNF                       |
| 174                       | Antonio Nibali (ITA)      | DNF                       |
| 175                       | Cristian Scaroni (ITA)    | DNF                       |
| 176                       | Simone Velasco (ITA)      | 32è                       |
| 177                       | Andrei Zeits (KAZ)        | 29è                       |

| Arkéa-Samsic ARK | Arkéa-Samsic ARK           | Arkéa-Samsic ARK |
| ---------------- | -------------------------- | ---------------- |
| Núm              | Ciclista                   | Pos              |
| 181              | Warren Barguil (FRA)       | 10è              |
| 182              | Winner Anacona Gómez (COL) | DNF              |
| 183              | Benjamin Declercq (BEL)    | DNF              |
| 184              | Matis Louvel (FRA)         | 67è              |
| 185              | Laurent Pichon (FRA)       | 49è              |
| 186              | Alan Riou (FRA)            | DNF              |
| 187              | Louis Barré (FRA)          | 43è              |

| TotalEnergies TEN | TotalEnergies TEN        | TotalEnergies TEN |
| ----------------- | ------------------------ | ----------------- |
| Núm               | Ciclista                 | Pos               |
| 191               | Peter Sagan (SVK) (ruta) | DNF               |
| 192               | Maciej Bodnar (POL)      | DNF               |
| 193               | Fabien Doubey (FRA)      | DNF               |
| 194               | Pierre Latour (FRA)      | 19è               |
| 195               | Daniel Oss (ITA)         | DNF               |
| 196               | Paul Ourselin (FRA)      | 48è               |
| 197               | Anthony Turgis (FRA)     | DNF               |

| Canadà CAN | Canadà CAN          | Canadà CAN |
| ---------- | ------------------- | ---------- |
| Núm        | Ciclista            | Pos        |
| 202        | Nicolas Côté        | DNF        |
| 203        | Thomas Schellenberg | DNF        |
| 204        | Matteo Dal-Cin      | DNF        |
| 205        | Carson Miles        | DNF        |
| 206        | Quentin Cowan       | DNF        |
| 207        | Nicolas Rivard      | DNF        |

| AG2R Citroën Team ACT | AG2R Citroën Team ACT        | AG2R Citroën Team ACT |
| --------------------- | ---------------------------- | --------------------- |
| Núm                   | Ciclista                     | Pos                   |
| 1                     | Greg Van Avermaet (BEL)      | 16è                   |
| 2                     | Mikaël Cherel (FRA)          | DNF                   |
| 3                     | Benoît Cosnefroy (FRA)       | 20è                   |
| 4                     | Stan Dewulf (BEL)            | 46è                   |
| 5                     | Aurélien Paret-Peintre (FRA) | 71è                   |
| 6                     | Michael Schär (SUI)          | DNF                   |
| 7                     | Clément Venturini (FRA)      | DNF                   |

| Jumbo-Visma TJV | Jumbo-Visma TJV               | Jumbo-Visma TJV |
| --------------- | ----------------------------- | --------------- |
| Núm             | Ciclista                      | Pos             |
| 11              | Wout van Aert (BEL)           | 2n              |
| 12              | Pascal Eenkhoorn (NED) (ruta) | 65è             |
| 13              | Tobias Foss (NOR)             | 40è             |
| 14              | Christophe Laporte (FRA)      | 75è             |
| 15              | Timo Roosen (NED)             | DNF             |
| 16              | Tosh Van der Sande (BEL)      | 56è             |
| 17              | Nathan Van Hooydonck (BEL)    | 66è             |

| Ineos Grenadiers IGD | Ineos Grenadiers IGD         | Ineos Grenadiers IGD |
| -------------------- | ---------------------------- | -------------------- |
| Núm                  | Ciclista                     | Pos                  |
| 21                   | Geraint Thomas (GBR)         | DNF                  |
| 22                   | Edward Dunbar (IRL)          | 69è                  |
| 23                   | Daniel Martínez Poveda (COL) | 25è                  |
| 24                   | Kim Heiduk (GER)             | DNF                  |
| 25                   | Luke Rowe (GBR)              | DNF                  |
| 26                   | Ben Swift (GBR)              | 64è                  |
| 27                   | Adam Yates (GBR)             | 4t                   |

| UAE Team Emirates UAD | UAE Team Emirates UAD            | UAE Team Emirates UAD |
| --------------------- | -------------------------------- | --------------------- |
| Núm                   | Ciclista                         | Pos                   |
| 31                    | Tadej Pogačar (SLO)              | 1r                    |
| 32                    | George Bennett (NZL)             | DNF                   |
| 33                    | Rui Alberto Faria da Costa (POR) | DNF                   |
| 34                    | Alessandro Covi (ITA)            | DNF                   |
| 35                    | Davide Formolo (ITA)             | DNF                   |
| 36                    | Ryan Gibbons (RSA)               | DNF                   |
| 37                    | Diego Ulissi (ITA)               | 17è                   |

| Bora-Hansgrohe BOH | Bora-Hansgrohe BOH     | Bora-Hansgrohe BOH |
| ------------------ | ---------------------- | ------------------ |
| Núm                | Ciclista               | Pos                |
| 41                 | Patrick Konrad (AUT)   | 34è                |
| 42                 | Giovanni Aleotti (ITA) | 7è                 |
| 43                 | Cesare Benedetti (POL) | 73è                |
| 44                 | Patrick Gamper (AUT)   | DNF                |
| 45                 | Ide Schelling (NED)    | DNF                |
| 46                 | Frederik Wandahl (DEN) | 30è                |
| 47                 | Ben Zwiehoff (GER)     | 41è                |

| Intermarché-Wanty-Gobert Matériaux IWG | Intermarché-Wanty-Gobert Matériaux IWG | Intermarché-Wanty-Gobert Matériaux IWG |
| -------------------------------------- | -------------------------------------- | -------------------------------------- |
| Núm                                    | Ciclista                               | Pos                                    |
| 51                                     | Biniam Girmay (ERI)                    | DNF                                    |
| 52                                     | Sven Erik Bystrøm (NOR)                | 21è                                    |
| 53                                     | Théo Delacroix (FRA)                   | DNF                                    |
| 54                                     | Andrea Pasqualon (ITA)                 | DNF                                    |
| 55                                     | Baptiste Planckaert (BEL)              | DNF                                    |
| 56                                     | Loïc Vliegen (BEL)                     | DNF                                    |
| 57                                     | Georg Zimmermann (GER)                 | 14è                                    |

| Bahrain Victorious TBV | Bahrain Victorious TBV              | Bahrain Victorious TBV |
| ---------------------- | ----------------------------------- | ---------------------- |
| Núm                    | Ciclista                            | Pos                    |
| 61                     | Matej Mohorič (SLO)                 | DNF                    |
| 62                     | Peio Bilbao López de Armentia (ESP) | 9è                     |
| 63                     | Damiano Caruso (ITA)                | 45è                    |
| 64                     | Hermann Pernsteiner (AUT)           | 27è                    |
| 65                     | Jonathan Milan (ITA)                | DNF                    |
| 66                     | Jan Tratnik (SLO)                   | 36è                    |
| 67                     | Matevž Govekar (SLO)                | DNF                    |

| Quick-Step Alpha Vinyl QST | Quick-Step Alpha Vinyl QST  | Quick-Step Alpha Vinyl QST |
| -------------------------- | --------------------------- | -------------------------- |
| Núm                        | Ciclista                    | Pos                        |
| 71                         | Andrea Bagioli (ITA)        | 3r                         |
| 72                         | Josef Černý (CZE)           | DNF                        |
| 73                         | Mikkel Frølich Honoré (DEN) | 11è                        |
| 74                         | James Knox (GBR)            | DNF                        |
| 75                         | Mauro Schmid (SUI)          | 6è                         |
| 76                         | Stan Van Tricht (BEL)       | 52è                        |
| 77                         | Mauri Vansevenant (BEL)     | 42è                        |

| Groupama-FDJ GFC | Groupama-FDJ GFC       | Groupama-FDJ GFC |
| ---------------- | ---------------------- | ---------------- |
| Núm              | Ciclista               | Pos              |
| 81               | Antoine Duchesne (CAN) | 70è              |
| 82               | David Gaudu (FRA)      | 5è               |
| 84               | Lewis Askey (GBR)      | 68è              |
| 85               | Anthony Roux (FRA)     | 59è              |
| 86               | Michael Storer (AUS)   | 31è              |
| 87               | Attila Valter (HUN)    | 18è              |

| Cofidis COF | Cofidis COF                 | Cofidis COF |
| ----------- | --------------------------- | ----------- |
| Núm         | Ciclista                    | Pos         |
| 91          | Guillaume Martin (FRA)      | 23è         |
| 92          | Ion Izagirre Insausti (ESP) | 63è         |
| 93          | Alexandre Delettre (FRA)    | DNF         |
| 94          | Eddy Finé (FRA)             | DNF         |
| 95          | Wesley Kreder (NED)         | DNF         |
| 96          | André Carvalho (POR)        | DNF         |
| 97          | Hugo Toumire (FRA)          | 76è         |

| Lotto-Soudal LTS | Lotto-Soudal LTS            | Lotto-Soudal LTS |
| ---------------- | --------------------------- | ---------------- |
| Núm              | Ciclista                    | Pos              |
| 101              | Sébastien Grignard (BEL)    | 74è              |
| 102              | Carlos Barbero Cuesta (ESP) | 50è              |
| 103              | Matthew Holmes (GBR)        | DNF              |
| 104              | Viktor Verschaeve (BEL)     | 72è              |
| 105              | Sylvain Moniquet (BEL)      | 26è              |
| 106              | Harm Vanhoucke (BEL)        | 58è              |
| 107              | Florian Vermeersch (BEL)    | DNF              |

| BikeExchange-Jayco BEX | BikeExchange-Jayco BEX | BikeExchange-Jayco BEX |
| ---------------------- | ---------------------- | ---------------------- |
| Núm                    | Ciclista               | Pos                    |
| 111                    | Michael Matthews (AUS) | 13è                    |
| 112                    | Alexandre Balmer (SUI) | 39è                    |
| 113                    | Kevin Colleoni (ITA)   | 44è                    |
| 114                    | Damien Howson (AUS)    | DNF                    |
| 115                    | Tanel Kangert (EST)    | DNF                    |
| 116                    | Jan Maas (NED)         | DNF                    |
| 117                    | Nick Schultz (AUS)     | DNF                    |

| Trek-Segafredo TFS | Trek-Segafredo TFS   | Trek-Segafredo TFS |
| ------------------ | -------------------- | ------------------ |
| Núm                | Ciclista             | Pos                |
| 121                | Jasper Stuyven (BEL) | 62è                |
| 122                | Tony Gallopin (FRA)  | DNF                |
| 123                | Alexander Kamp (DEN) | 57è                |
| 124                | Jacopo Mosca (ITA)   | DNF                |
| 125                | Quinn Simmons (USA)  | DNF                |
| 126                | Toms Skujiņš (LAT)   | 12è                |
| 127                | Otto Vergaerde (BEL) | DNF                |

| Movistar Team MOV | Movistar Team MOV             | Movistar Team MOV |
| ----------------- | ----------------------------- | ----------------- |
| Núm               | Ciclista                      | Pos               |
| 131               | Alexander Aranburu Deba (ESP) | 22è               |
| 132               | Jorge Arcas (ESP)             | 51è               |
| 133               | Iván García Cortina (ESP)     | DNF               |
| 134               | Juri Hollmann (GER)           | DNF               |
| 135               | Gorka Izagirre Insausti (ESP) | 38è               |
| 136               | William Barta (USA)           | 55è               |
| 137               | Oier Lazkano López (ESP)      | 33è               |

| Israel-Premier Tech IPT | Israel-Premier Tech IPT | Israel-Premier Tech IPT |
| ----------------------- | ----------------------- | ----------------------- |
| Núm                     | Ciclista                | Pos                     |
| 141                     | Hugo Houle (CAN)        | DNF                     |
| 142                     | Guillaume Boivin (CAN)  | 37è                     |
| 143                     | Simon Clarke (AUS)      | 35è                     |
| 144                     | Jakob Fuglsang (DEN)    | 28è                     |
| 145                     | Krists Neilands (LAT)   | DNF                     |
| 146                     | Giacomo Nizzolo (ITA)   | DNF                     |
| 147                     | Sep Vanmarcke (BEL)     | 15è                     |

| Team DSM DSM | Team DSM DSM               | Team DSM DSM |
| ------------ | -------------------------- | ------------ |
| Núm          | Ciclista                   | Pos          |
| 151          | Romain Bardet (FRA)        | 8è           |
| 152          | Søren Kragh Andersen (DEN) | DNF          |
| 153          | Romain Combaud (FRA)       | 54è          |
| 154          | Nils Eekhoff (NED)         | DNF          |
| 155          | Andreas Leknessund (NOR)   | 53è          |
| 156          | Martijn Tusveld (NED)      | DNF          |
| 157          | Pavel Bittner (CZE)        | DNF          |

| EF Education-EasyPost EFE | EF Education-EasyPost EFE | EF Education-EasyPost EFE |
| ------------------------- | ------------------------- | ------------------------- |
| Núm                       | Ciclista                  | Pos                       |
| 161                       | Magnus Cort Nielsen (DEN) | 61è                       |
| 162                       | Alberto Bettiol (ITA)     | 47è                       |
| 163                       | Simon Carr (GBR)          | 60è                       |
| 164                       | Ruben Guerreiro (POR)     | 24è                       |
| 165                       | Andrea Piccolo (ITA)      | DNF                       |
| 166                       | Neilson Powless (USA)     | DNF                       |
| 167                       | Jens Keukeleire (BEL)     | DNF                       |

| Astana Qazaqstan Team AST | Astana Qazaqstan Team AST | Astana Qazaqstan Team AST |
| ------------------------- | ------------------------- | ------------------------- |
| Núm                       | Ciclista                  | Pos                       |
| 171                       | Joe Dombrowski (USA)      | DNF                       |
| 172                       | Manuele Boaro (ITA)       | DNF                       |
| 173                       | Fabio Felline (ITA)       | DNF                       |
| 174                       | Antonio Nibali (ITA)      | DNF                       |
| 175                       | Cristian Scaroni (ITA)    | DNF                       |
| 176                       | Simone Velasco (ITA)      | 32è                       |
| 177                       | Andrei Zeits (KAZ)        | 29è                       |

| Arkéa-Samsic ARK | Arkéa-Samsic ARK           | Arkéa-Samsic ARK |
| ---------------- | -------------------------- | ---------------- |
| Núm              | Ciclista                   | Pos              |
| 181              | Warren Barguil (FRA)       | 10è              |
| 182              | Winner Anacona Gómez (COL) | DNF              |
| 183              | Benjamin Declercq (BEL)    | DNF              |
| 184              | Matis Louvel (FRA)         | 67è              |
| 185              | Laurent Pichon (FRA)       | 49è              |
| 186              | Alan Riou (FRA)            | DNF              |
| 187              | Louis Barré (FRA)          | 43è              |

| TotalEnergies TEN | TotalEnergies TEN        | TotalEnergies TEN |
| ----------------- | ------------------------ | ----------------- |
| Núm               | Ciclista                 | Pos               |
| 191               | Peter Sagan (SVK) (ruta) | DNF               |
| 192               | Maciej Bodnar (POL)      | DNF               |
| 193               | Fabien Doubey (FRA)      | DNF               |
| 194               | Pierre Latour (FRA)      | 19è               |
| 195               | Daniel Oss (ITA)         | DNF               |
| 196               | Paul Ourselin (FRA)      | 48è               |
| 197               | Anthony Turgis (FRA)     | DNF               |

| Canadà CAN | Canadà CAN          | Canadà CAN |
| ---------- | ------------------- | ---------- |
| Núm        | Ciclista            | Pos        |
| 202        | Nicolas Côté        | DNF        |
| 203        | Thomas Schellenberg | DNF        |
| 204        | Matteo Dal-Cin      | DNF        |
| 205        | Carson Miles        | DNF        |
| 206        | Quentin Cowan       | DNF        |
| 207        | Nicolas Rivard      | DNF        |